# Analyse contrastive
L’analyse contrastive est l’étude systématique d’une paire de langues dans le but d’identifier leurs différences structurelles et leurs similitudes. Historiquement, elle a été utilisée pour l'apprentissage d'une seconde langue.

## L’analyse contrastive et l’acquisition des langues secondes
Dans les années 1960 et le début des années 1970, l’analyse contrastive a été beaucoup utilisée dans le domaine de l’acquisition des langues secondes comme méthode servant à expliquer pourquoi certaines caractéristiques d’une langue cible étaient plus difficiles à acquérir que d’autres. Selon les théories béhavioristes prédominantes à cette époque, l’apprentissage d’une langue relevait de l’habituation, et il pouvait être renforcé ou entravé par des habitudes existantes. Par conséquent, les difficultés à maîtriser certaines structures d’une langue seconde (L2) dépendaient de la différence entre la langue maternelle (L1) des apprenants et la langue qu’ils essayaient d’apprendre.

### Histoire
Les bases théoriques de ce qui a été connu comme l’hypothèse de l’analyse contrastive (Contrastive Analysis Hypothesis) ont été formulées dans le livre Linguistics Across Cultures (1957) de Robert Lado. Dans ce livre, Lado prétend que « les éléments qui sont similaires à la langue maternelle de [l’apprenant] lui seront faciles, et les éléments qui sont différents lui seront difficiles ». Bien qu’il ne s’agisse pas d’une suggestion nouvelle, Lado fut le premier à fournir une étude théorique complète et à suggérer un ensemble systématique de procédures techniques destiné à l’étude contrastive des langues. Celui-ci impliquait de décrire les langues (en utilisant la linguistique structurale), de les comparer et d’anticiper les difficultés liées à l’apprentissage.
Durant les années 1960, un enthousiasme répandu existait autour de cette technique, exprimé dans les descriptions contrastives de plusieurs langues européennes, dont beaucoup ont été sponsorisées par le Centre de linguistique appliquée (Center for Applied Linguistics) à Washington (district de Columbia). On s’attendait à ce qu’une fois que les zones de difficultés potentielles avaient été définies grâce à l’analyse contrastive, il serait possible d’élaborer des cours de langues plus efficacement. L’analyse contrastive, tout comme le béhaviorisme et le structuralisme, a eu une incidence profonde sur l’élaboration du programme d’études d’acquisition des langues secondes et sur la formation des professeurs de langue. De même qu’elle a fourni les piliers théoriques de la méthode audio-orale.

### Critique
Dans sa formulation la plus brute, l’hypothèse de l’analyse contrastive prétendait que toutes les erreurs commises lors de l’apprentissage de la L2 pouvaient être attribuées à une « interférence » avec la L1. Cependant, cette revendication n’a pas pu être soutenue par les preuves empiriques qui ont été accumulées au milieu et à la fin des années 1970. On a vite remarqué que plusieurs erreurs annoncées par l’analyse contrastive n’ont inexplicablement pas été observées dans la langue de l’apprenant. Plus déconcertant encore, quelques erreurs communes ont été commises par des apprenants quelle que soit leur L1. Il est donc devenu évident que l’analyse contrastive ne pouvait prédire toutes les difficultés d’apprentissage, mais qu’elle était certainement utile pour l’explication rétrospective des erreurs.